# Classic (Joe McElderry)
Wide Awake è il secondo album del cantante pop britannico Joe McElderry, pubblicato il 19 agosto 2011 dall'etichetta discografica Decca.

## Tracce
1. Canto della Terra – 3:55 (Francesco Sartori, Lucio Quarantotto, Stanja Vomackova)
2. She Was Beautiful – 2:39 (Stanley Myers, Cleo Lane)
3. Over the Rainbow – 4:05 (Harold Arlen, EY Harburg)
4. I Dreamed a Dream – 3:41 (Alain Boublil, Claude Michel Schonberg, Jean Marc Natal, Herbert Kretzmer)
5. Time To Say Goodbye (Con te partirò) – 4:06 (Francesco Sartori, Lucio Quarantotto)
6. Il mio cuore va (My Heart Will Go On) – 4:10 (Will Jennings, James Horner, M.& C. La Bionda)
7. Hear My Prayer – 2:46 (Giacomo Puccini, James Morgan, Juliette Pochin)
8. Solitaire – 4:21 (testo: Neil Sedaka, Phillip Cody)
9. Dance with My Father – 4:26 (Luther Vandross, Richard Marx)
10. Va pensiero – 3:04 (Giuseppe Verdi arr. James Morgan, Juliette Pochin)
11. To Where You Are – 3:48 (Linda Thompson, Richard Marx)
12. Nessun dorma – 2:53 (Giacomo Puccini, James Morgan, Juliette Pochin)

## Classifiche
| Classifica (2011) | Posizione raggiunta |
| ----------------- | ------------------- |
| Regno Unito       | 2                   |
| Irlanda           | 20                  |